# روی چیتام
روی چیتام (انگلیسی: Roy Cheetham; ۲۱ دسامبر ۱۹۳۹ – ۸ دسامبر ۲۰۱۹) بازیکن فوتبال اهل بریتانیا بود.
از باشگاه‌هایی که در آن بازی کرده‌است می‌توان به باشگاه فوتبال چارلتون اتلتیک و باشگاه فوتبال منچستر سیتی اشاره کرد.